# 大川头镇
大川头镇，是中华人民共和国辽宁省丹东市宽甸满族自治县下辖的一个乡镇级行政单位。

## 行政区划
大川头镇下辖以下地区：
大川头村、新丰村、头道沟村、圈场子村、龙头村、红光村和长虹村。